# Kriegsversehrtensiedlung

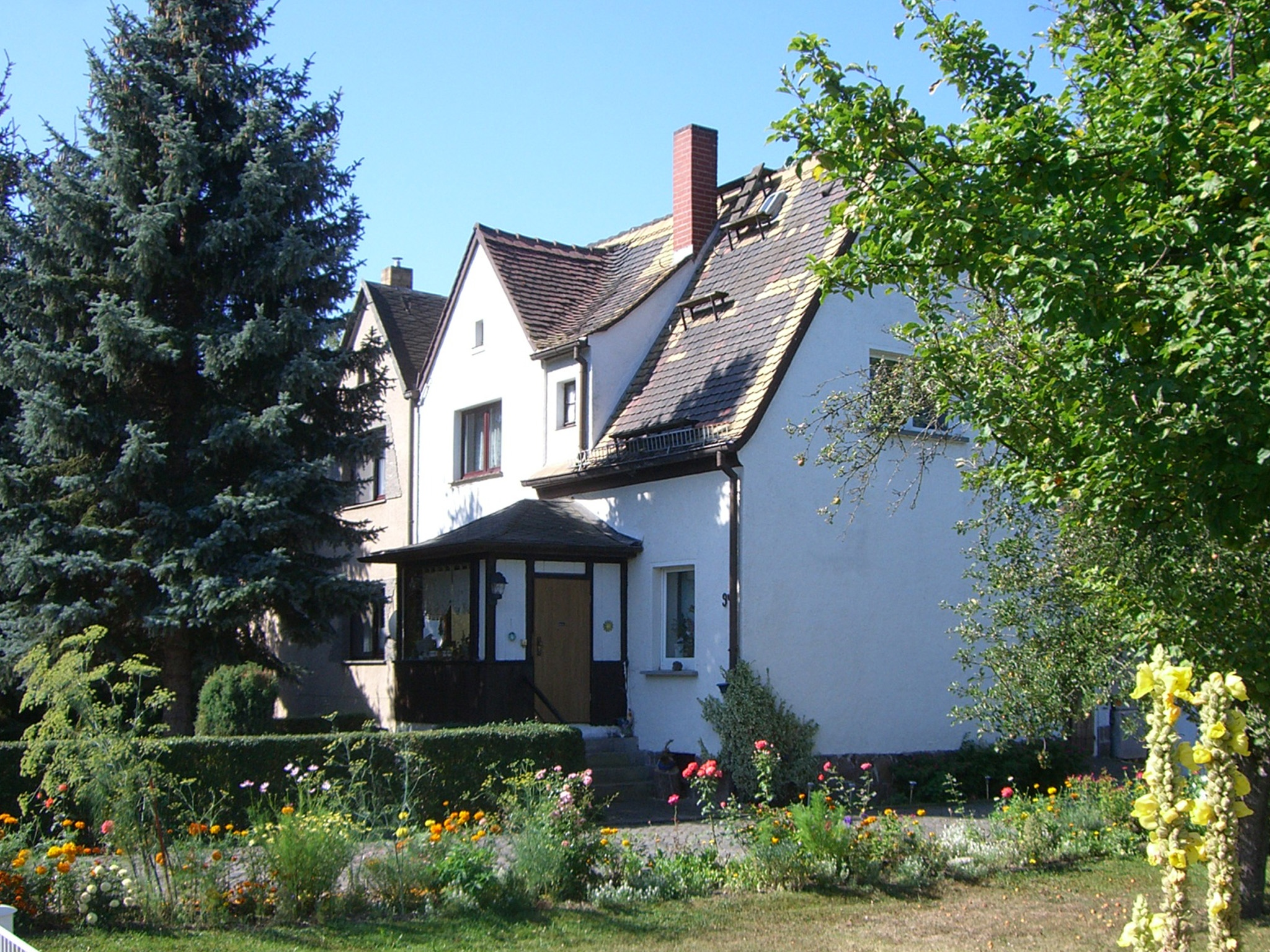
Kriegsversehrten-Siedlung Auenhain

Eine Kriegsversehrtensiedlung ist eine gesondert angelegte Siedlung für Kriegsversehrte. 

## Geschichte
Kriegsversehrtensiedlungen entstanden in Deutschland sowohl nach dem Ersten als auch nach dem Zweiten Weltkrieg. Einen Anstoß gab Moritz von Bissing (1844–1917), der den Verein Mustersiedlungen für Kriegsbeschädigte gründete.
Eine Kriegsversehrtensiedlung ist die Siedlung Auenhain in Wachau, einem Stadtteil von Markkleeberg in Sachsen. Sie wurde nach dem Ersten Weltkrieg angelegt. Ebenfalls nach dem Ersten Weltkrieg wurde 1921 in Hamburg-Stellingen auf der Fläche einer ehemaligen Ziegelei der Bau der Gartenstadt Langenfelde von der Siedlungsgemeinschaft für Kriegsversehrte begonnen. 
Im Münchner Stadtteil Nymphenburg wurden ab 1920 eingeschossige Einfamilienhäuser in der Gartenstadtsiedlung Hartmannshofen auf Grundstücken von 1500 bis 2500 m² als Kriegsversehrtensiedlung auf Erbpachtgrundstücken der Bayerischen Schlösser- und Seenverwaltung gebaut.
1933 wurde in Potsdam mit der Angermannsiedlung für Kriegsversehrte begonnen, die aus Einfamilienhäusern und Doppelhäusern besteht.
In Berlin-Lichtenberg, Ortsteil Friedrichsfelde, wurde in den Jahren 1926 bis 1930 nach Entwürfen des damaligen Stadtbaurats Martin Wagner eine als Kriegerheimstättensiedlung oder Kriegerheimsiedlung bezeichnete Wohnanlage in Plattenbauweise erstellt. Der zwei- bis dreigeschossige Siedlungsbau mit ursprünglich 138 Wohnungen trägt heute den Namen Splanemann-Siedlung.